# 1996년 칸 영화제
제49회 칸 영화제는 1996년 5월 9일부터 1996년 5월 20일까지 열린 영화제이다. 프랑스 칸에서 개최되었다.

## 수상

### 황금종려상
- 비밀과 거짓말 - 마이크 리 수상
- 리디큘 - 파트리스 르콩트
- 도둑들 - 앙드레 테시네
- 파고 - 조엘 코언

### 심사위원대상
- 브레이킹 더 웨이브 - 라르스 폰 트리어 수상

### 감독상
- 파고 - 조엘 코언 수상

### 여우주연상
- 비밀과 거짓말 - 브렌다 블레신 수상

### 남우주연상
- 제8요일 - 파스칼 뒤켄 수상
- 제8요일 - 다니엘 오퇴유 수상

### 심사위원특별상
- 크래쉬 - 데이비드 크로넌버그 수상

### 기술대상
- 마이크로코스모스 - 클로드 누리드사니/마리 페네누 수상

### 비평가주간
- 유리 - 양윤호